# Lago Malai
Der Lago Malai (Tetum: Bemalai oder Be Malae, „Be Malai“ bedeutet übersetzt „Wasser“ und „fremd“) ist ein See im osttimoresischen Suco Sanirin (Verwaltungsamt Balibo, Gemeinde Bobonaro). Dem See spricht man touristisches Potential zu.

## Geographie

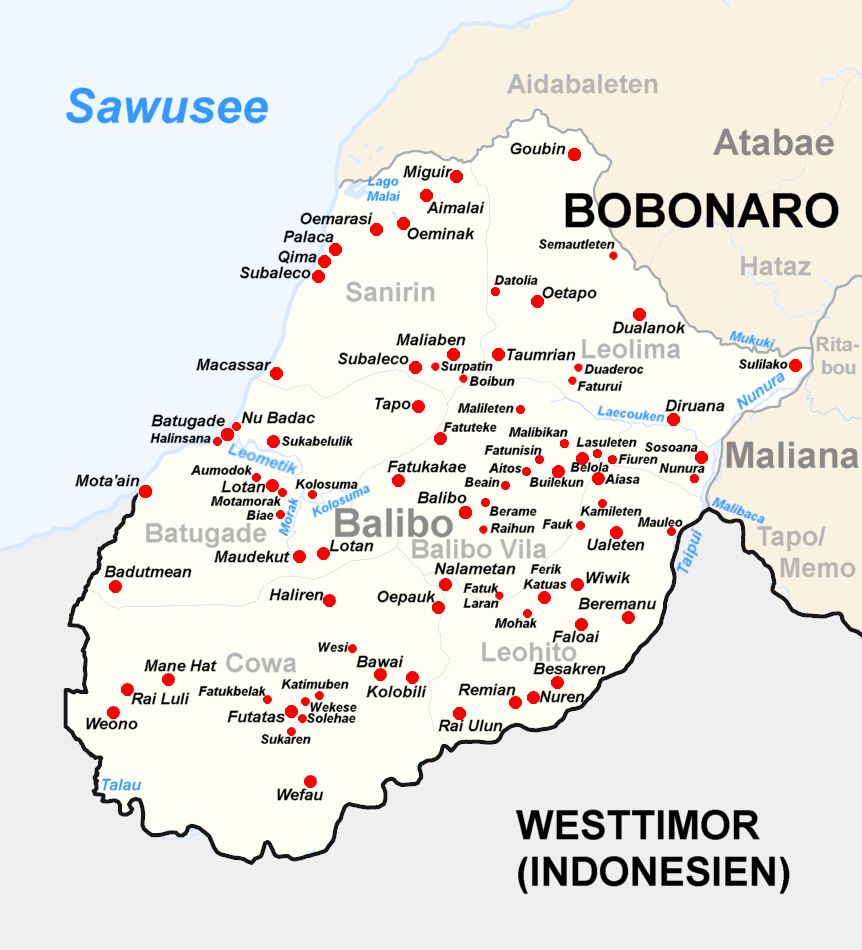
Der Lago Malai liegt im Nordwesten des Verwaltungsamts Balibo

Der See wird durch mehrere Flüsse aus dem Nordosten des Sucos gespeist. Aus dem See fließt das Wasser teils nach Westen in die Sawusee, südlich des Kaps Fatu Sue, teils nach Norden in den Lago Hatsun in Aidabaleten (Verwaltungsamt Atabae). In der Trockenzeit fällt der größte Teil des Sees trocken. Auch die Verbindung zum Lago Hatsun versiegt. Mehrere Berge mit Höhen unter 1000 m prägen die Region.
Der See ist Teil der Important Bird Area Be Malae-Atabae, einem Gebiet von 3000 ha mit Wald und Feuchtgebieten. Im See finden sich größere Fische und Garnelen und zahlreiche Leistenkrokodile. Letztere haben für die Einheimischen als mystische Vorfahren eine große Bedeutung (siehe auch: Das gute Krokodil).

## Kultur

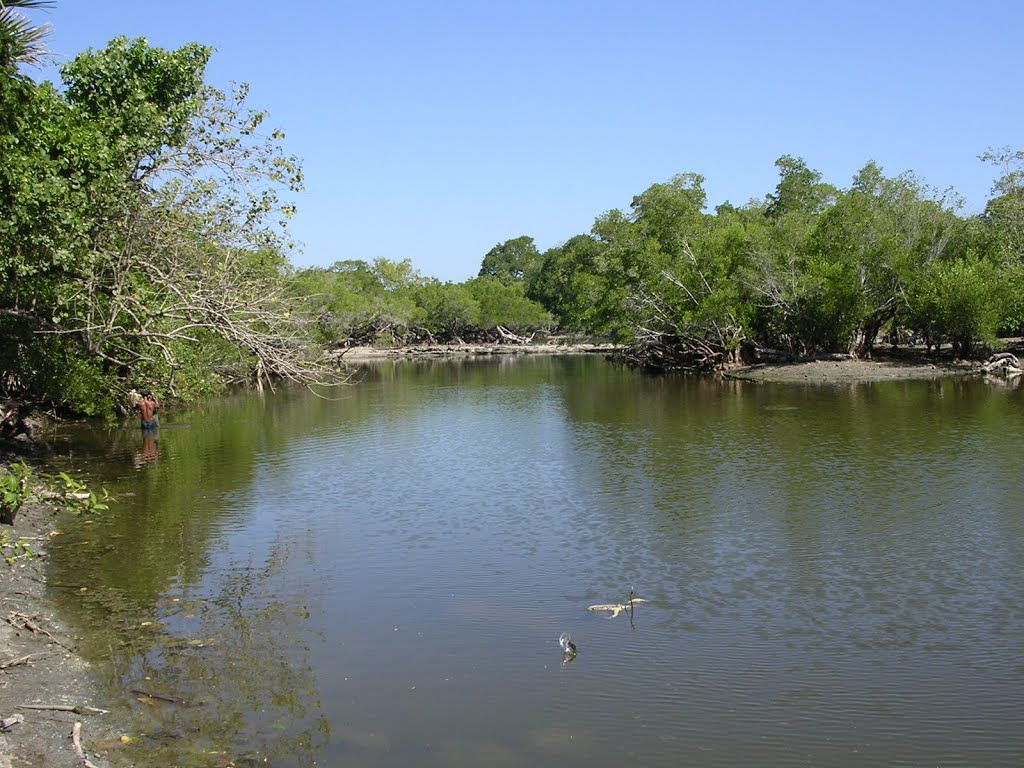
Mangroven säumen den Abfluss des Sees

In der Region leben zwei Volksgruppen: Die Atabae-Kemak im Norden, die Balibo-Tetum im Süden. Alle vier Jahre findet am 29. und 30. August am Lago Malai ein Fest der Fischer statt, das auf dem Entstehungsmythos des Sees beruht. Zwar ist die Bevölkerung seitdem fast vollständig von der alten animistischen Religion zum römisch-katholischen Glauben konvertiert, doch findet das Fest noch immer statt. Das Datum kann sich aber verschieben, wenn tote Fische oder Garnelen an das Ufer angeschwemmt werden. Dies wird als warnendes Zeichen angesehen, dass die heilige Naturenergie (Lulik) einer Verjüngung bedarf. Daher fand zum Beispiel 1960 das Fest am 19. und 20. August statt und 2017 am 7. und 8. Oktober. Auch bei besonders starken Regenfällen wird ein zusätzliches Fest innerhalb dieses Vier-Jahres-Zyklus gefeiert. Dies wird nach Absprache mit den traditionellen Herrschern (Liurai) von Balibo und Atabae durch den Rai lulik (deutsch Heiliger Herrscher, der oberste Priester des Reiches) von Balibo bestimmt. Die Liurais rufen dann die Bevölkerung zusammen, um den Mythos wieder aufleben zu lassen und nach den Zeremonien zwei Tage lang auf Fischfang zu gehen.
Der Legende nach gab es einst zwei große Liurais in Atabae und Balibo, die im Streit um die Grenzziehung in der Region lagen. Da sie sich nicht einigen konnten, kam es zu einem Stockkampf zwischen den beiden. Während des Kampfes erschien eine sehr alte Frau mit einem großen Wasserkrug auf ihrem Kopf. Der Herrscher von Balibo traf versehentlich den Kopf der Frau. Sein Stock zerbrach in zwei Hälften und auch der Krug wurde zerschlagen. Die Frau verschwand, aber das Wasser des Kruges bildete den Lago Malai.

## Belege
- Margaret J. E. King: Fishing Rites at Be-Malai, Portuguese Timor (Bericht eines Besuchs im August 1960), Records of the South Australian Museum, Adelaide, Sth Aust. : Govt. Printer, „From Records of the South Australian Museum, Vol. 15, No. 1, 6. Oktober 1965.“